# Thomas Fenwick Drayton

General Drayton

Thomas Fenwick Drayton (* 24. August 1808 (andere Quellen: 1809) in Charleston, South Carolina; † 18. Februar 1891 in Florence, South Carolina), war Brigadegeneral im konföderierten Heer während des Sezessionskrieges und Präsident einer Eisenbahngesellschaft.

## Leben
Drayton wurde als Sohn von William Drayton, einem späteren prominenten Politiker und Mitglied im US-Kongress, geboren. Nach seinem Abschluss als 28. seines Jahrgangs an der Militärakademie in West Point, New York, diente er zunächst als Leutnant im 6. US-Infanterie-Regiment. Zu seinen Jahrgangskameraden gehörte Jefferson Davis, der spätere Präsident der Konföderation und ein lebenslanger Freund wurde. 1832 heiratete er Emma Catherine Pope und vier Jahre später quittierte er seinen Dienst. In den nächsten Jahren arbeitete er als Konstruktionsingenieur einer Eisenbahngesellschaft in Charleston, Louisville, Kentucky und in Cincinnati, Ohio, bevor er auf seine Plantage zog und sich in der Politik betätigte. In den nächsten fünf Jahren war Drayton Hauptmann der örtlichen Miliz, wurde in das Parlament von South Carolina gewählt und war bekannt als Verfechter der Staatsrechte und Befürworter der Sklaverei. Während seiner Zeit als Staatssenator war er von 1853 bis 1856 auch Präsident der Charleston & Savannah Railroad.
Bei Ausbruch des Sezessionskrieges wurde Drayton 1861 zum Brigadegeneral befördert und nutzte Fish Haul, die Plantage seiner Schwiegereltern, als Hauptquartier bei der Verteidigung von Hilton Head Island auf der gleichnamigen Insel, die zum Beaufort County in South Carolina gehört. Bei dem Gefecht bei Port Royal gegen Ende des Jahres wurden die unter seinem Kommando stehenden Truppen in Fort Beauregard und Fort Walker von hinten angegriffen und mussten geräumt werden. Auf Seiten der angreifenden Unionsflotte kommandierte Draytons Bruder Percival die USS Pocahontas.
Drayton kämpfte als Teil des rechten Flügels der Nord-Virginia-Armee unter dem Kommando von Generalleutnant James Longstreet vom 28. bis zum 30. August 1862 in der Zweiten Schlacht am Bull Run, am 14. September 1862 bei der Schlacht am South Mountain und bei der Schlacht am Antietam am 17. September 1862. Im August 1863 übertrug man Drayton das Kommando über eine neue Brigade in der Division von Generalmajor Sterling Price. In der Folgezeit bis Ende des Krieges betraute man ihn hauptsächlich mit administrativen Aufgaben.
Nach dem Krieg zog Drayton zunächst in das Dooly County in Georgia, wo er als Farmer arbeitete, kehrte aber 1871 zurück in seine Heimat nach Charleston und verkaufte Lebensversicherungen. Kurz vor seinem Tod wurde er Präsident der South Carolina Immigrant Society.

## Anmerkung

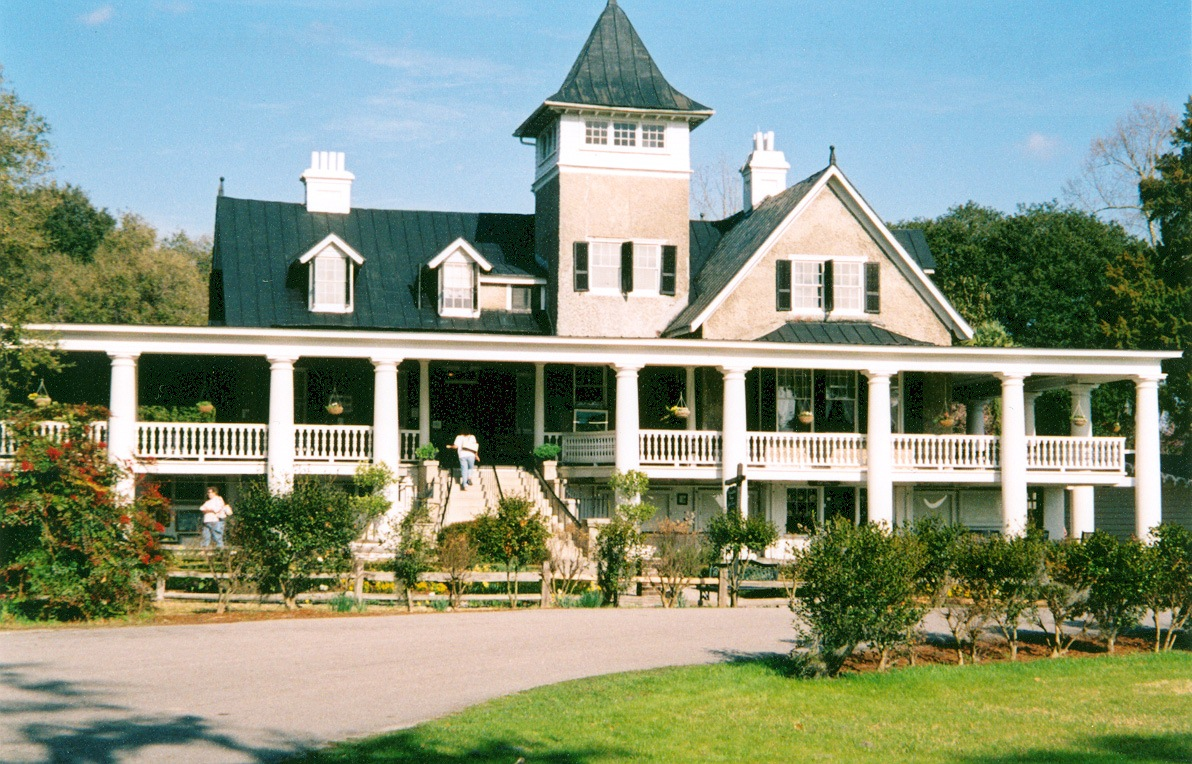
Plantage „Magnolia“

Die 1676 von der Familie Drayton gegründete und bewirtschaftete Magnolia Plantage mit 28 Hektar, am Ashley River, in der Nähe von Charleston gelegen, ist heute eine Touristenattraktion als eine der ältesten noch erhaltenen Plantagen in den Vereinigten Staaten. Sie gehört der Familie nun in der 15. Generation.